# José Lejarreta
José Lejarreta Salterain (f. Vitoria, noviembre de 1947) fue un político español, alcalde de Vitoria desde 1941 hasta 1944 y procurador de las Cortes franquistas.

## Biografía
Natural de Aspárrena, trabajó como médico para la beneficencia provincial de Álava y estuvo al frente del asilo de Santa María de las Nieves. Asimismo, fungió como presidente del Colegio Oficial de Médicos de Álava y presidió también la asamblea que la Cruz Roja tiene en la provincia.
Fue alcalde de Vitoria desde el 22 de enero de 1941 hasta diciembre de 1944. Sucedió en el puesto a Rafael Santaolalla, que a su vez había sido impuesto por Francisco Franco para sustituir al republicano Tomás Alfaro Fournier. Como alcalde, y para mostrar su adhesión al régimen, Lejarreta designó hijo predilecto de la ciudad a Vicente Abreu e hijo adoptivo a Germán Gil Yuste. Durante su mandato —y también años después, con visitas a su tumba—, fue objeto de homenajes por haber dado un impulso a las fiestas de La Blanca.
Entre el 16 de marzo de 1943 y el 13 de noviembre de 1944, fue también procurador de las Cortes, donde sería sustituido por Joaquín Ordoño.
Vivió sus últimos años en la calle de San Antonio. Falleció en noviembre de 1947. Desde 1946, una calle lleva su nombre en su honor.
- Val de Sosa, Venancio Ramón del (1979). «José Lejarreta». Calles vitorianas. Obra Cultural de la Caja de Ahorros Municipal. Wikidata Q113989085.

- Datos: Q84709107
- Multimedia: José Lejarreta Salterain / Q84709107